# Villa Daslu

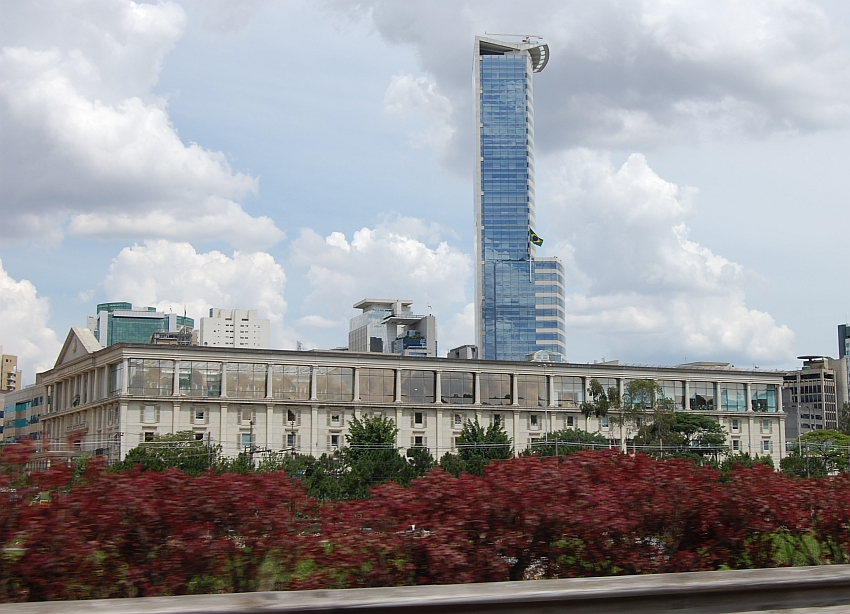
Villa Daslu, na Vila Olímpia em São Paulo

A Villa Daslu ou simplesmente Daslu foi uma loja de artigos de luxo da cidade de São Paulo.  Considerada o "Templo do Luxo" ou "Meca dos Estilistas", a Daslu era um sofisticado magazine que abrigava dezenas de marcas de alto luxo.   A marca "Daslu" é uma referência ao apelido "Lu", que foi comum a ambas as sócias que fundaram a loja (Lúcia e Lourdes) em 1958.

## História

### O início
A história da Daslu começou em 1958, quando foi aberta pelas empresárias Lúcia Piva de Albuquerque e Lourdes Aranha dos Santos, numa pequena casa no bairro residencial de Vila Nova Conceição, região nobre de São Paulo. Funcionava como "boutique fechada" e atendia apenas as amigas que vinham em busca de produtos das melhores marcas europeias. Não demorou e a pequena loja começou a se expandir pelas casas vizinhas, chegando a ocupar mais de vinte imóveis que se comunicavam num emaranhado de corredores e salões, sem vitrines, publicidades ou nome na porta.   As clientes não eram atendidas por pessoas comuns e, sim, por jovens educadas e ricas, muitas delas com nomes tradicionais oriundas da sociedade paulistana.  Mesmo com o tratamento diferenciado que a Daslu prestava aos seus clientes, a loja não contava com provadores de roupas e o acesso às dependências era exclusivo para mulheres.  Os homens somente tiveram acesso à Daslu quando foi inaugurada a "Daslu Homem", em imóvel independente da loja original.
A Daslu foi, durante muito tempo e não oficialmente, a representante de várias marcas de alto luxo no Brasil como Chanel, Hermés, Jimmy Choo e várias outras.

### A expansão
Com a morte de Lúcia nos anos 80, os negócios ficaram a cargo de sua filha, Eliana Tranchesi, e o crescimento dos negócios nos anos seguintes exigiram que a loja buscasse novos locais para expandir. A Daslu já enfrentava sérios problemas com a vizinhança, devido ao trânsito que provocava e sofria com as constantes investidas da prefeitura de São Paulo que exigia o fechamento da loja, já que ela estava funcionando numa área com restrições ao comércio.
Em 2005 a loja se mudou para uma nova área na Vila Olímpia e foi rebatizada como Villa Daslu. Com investimento de duzentos milhões de reais e uma área de 17.000 m2, a Villa Daslu tornou-se o centro do mercado de alto luxo no Brasil e, além das roupas de grife, vendia de botões a helicópteros. Nos meses que se seguiram, a Daslu foi considerada o verdadeiro templo do luxo no Brasil.
Lojas:
- Daslu Cidade Jardim - São Paulo
- Daslu JK - São Paulo
- Daslu Ribeirão Preto - São Paulo
- Daslu Fashion Mall - Rio de Janeiro
- Daslu Brasília - Distrito Federal
- Daslu Recife - Pernambuco
- Daslu Curitiba - Paraná
- Daslu Porto Alegre - Rio Grande do Sul
- Daslu Fortaleza - Ceará
- Daslu Homem- Idealizada por Helena Montanarini, a Daslu Homem foi a primeira multimarca de moda masculina de luxo do país. [5]

### A "Operação Narciso"
Poucos meses após a inauguração da Villa Daslu, a Polícia Federal do Brasil executou a Operação Narciso, que visava apurar crimes de sonegação fiscal cometidos pelos proprietários da Daslu. As suspeitas tiveram início em 2004 quando a Receita Federal do Brasil realizava uma fiscalização de rotina em alguns contêineres no aeroporto de São Paulo. Dentro deles havia vários artigos de luxo e as respectivas notas fiscais em nome da Daslu com preços muito superiores aos declarados pelas importadoras.
Eliana Tranchesi, seus sócios e alguns diretores da Daslu e das importadoras chegaram a ser presos, mas foram soltos e respondem aos processos em liberdade. Eliana foi condenada a 94 anos de prisão, mas manteve a liberdade enquanto recorria da decisão.
A Justiça considerou ainda o grupo "uma quadrilha que cometeu crimes financeiros de forma habitual e recorrente, mesmo após a denúncia do Ministério Público Federal". Na sentença, a juíza federal Maria Isabel do Prado destacou que houve "ganância" e mencionou que a "organização criminosa" também deve ser presa por ter "conexões no estrangeiro" e que os acusados praticavam "crimes de forma habitual, como verdadeiro modo de vida, ou seja, são literalmente profissionais do crime".
Eliana Tranchesi faleceu em 24 de fevereiro de 2012.

## Retorno
No ano de 2012, a Daslu volta a exercer suas atividades após um leilão realizado em fevereiro de 2011, no qual seus credores aprovaram em Assembléia Geral dos Credores a aquisição da Daslu pela companhia Laep Investments Ltd.

### Venda
Mesmo com indisponibilidade dos bens pela ação cautelar contra Laep na Justiça Federal de São Paulo, a Daslu foi vendida em desobediência judicial para DX Investimentos anteriormente controlada por Piatra SP Participações, empresa ligada à Marcus Alberto Elias. Os sócios da DX Investimentos são os empresário Crezo Suerdieck Dourado e o empresário Roberto Lázaro.